# 浄土寺 (小野市)
浄土寺（じょうどじ）は、兵庫県小野市浄谷町にある高野山真言宗の寺院。山号は極楽山。本尊は薬師如来と阿弥陀三尊。実質的な開山は重源で、建久5年（1194年）の創建である。多数の文化財を所有する古刹として知られ、大仏様建築の浄土堂と仏師快慶の大作「阿弥陀三尊像」は特に著名である。新西国三十三箇所客番札所。

## 歴史
この地から西に約2キロのところに、奈良時代の僧・行基が建立したとされる広渡寺があった。この広渡寺が浄土寺の前身寺院とされる。荒廃していた広渡寺を浄土寺として復興させた実質的な開山は、平安時代末から鎌倉時代の僧で、東大寺大仏・大仏殿の復興に尽力した重源である。治承4年（1180年）、平重衡の軍勢による南都焼討で、東大寺や興福寺は壊滅的な打撃を受け、東大寺の大仏殿も焼け落ちた。この大仏・大仏殿の再興の大勧進（総責任者）となったのが、当時61歳の重源であった。重源は大仏再興事業の拠点として、伊賀国（現・三重県）、周防国（現・山口県）など日本の7か所に東大寺の「別所」を創設した。七別所のうちの「播磨別所」がこの浄土寺である。この地は播磨国大部荘（おおべのしょう）といい、東大寺領であった。
こうして建久5年（1194年）に広渡寺を現在地に移転して寺名を浄土寺へ改めた。建久8年（1197年）に本堂の薬師堂と浄土堂が大仏様で建立された。
その配置は池を中心にして、西に浄土堂（阿弥陀堂）、東に薬師堂（本堂）が建つ。この配置は東方浄瑠璃世界の教主・薬師如来と西方極楽浄土の教主・阿弥陀如来の居所を意味するものである。
薬師堂は明応7年（1498年）に焼失するが、永正14年（1517年）に再建されている。

## 浄土堂
国宝。浄土寺浄土堂（「阿弥陀堂」ともいう）は重源によって建てられたもので、本尊として快慶作の阿弥陀三尊の巨像を安置する。堂は建久5年（1194年）に上棟し、同8年（1197年）に完成し供養を行ったと記録されている。渡宋経験のあった重源は、大仏殿をはじめとする東大寺諸堂の復興や各地の別所寺院の建築に際し、当時の宋の最新式の建築様式を採用した。これが現代において大仏様（かつては天竺様とも呼んだ）と呼ばれる建築様式で、鎌倉時代以後の寺院建築に大きな影響を与えたが、重源が手がけた大仏様建築で現存するものは他に東大寺南大門と同寺開山堂のみである。
堂は方三間（正面・側面とも1辺に柱が4本立ち、柱間が3つあるという意味）の単純な平面構成になるが、1つの柱間が約6メートルもあり、内部空間は広大である。屋根は宝形造（ほうぎょうづくり、四角錐状の屋根形）、本瓦葺きで平面の大きさの割に立ちが低いことと、屋根の形づくる線にほとんど反りがなく直線的であることが特色である。比較的地味な外観に比し、堂内部は貫（ぬき）、梁（はり）などの構造材をそのまま見せたダイナミックな構成になっている。天井を張らず、屋根裏に空間をつくらず、構造材をそのまま見せて装飾を兼ねる化粧屋根裏となっていること、貫（複数の柱を貫通する水平材）を多用することなどが大仏様建築の特色である。
純大仏様建築の仏殿は浄土寺浄土堂しか現存例がないため、重源が手掛けた東大寺2代目大仏殿や、同時代に造立された鎌倉大仏大仏殿、豊臣氏の造立した方広寺大仏殿（京の大仏）など現在は失われた大仏殿建築の復元検討にあたり、浄土寺浄土堂の建築構造が参考にされることが多い。

## 阿弥陀三尊像

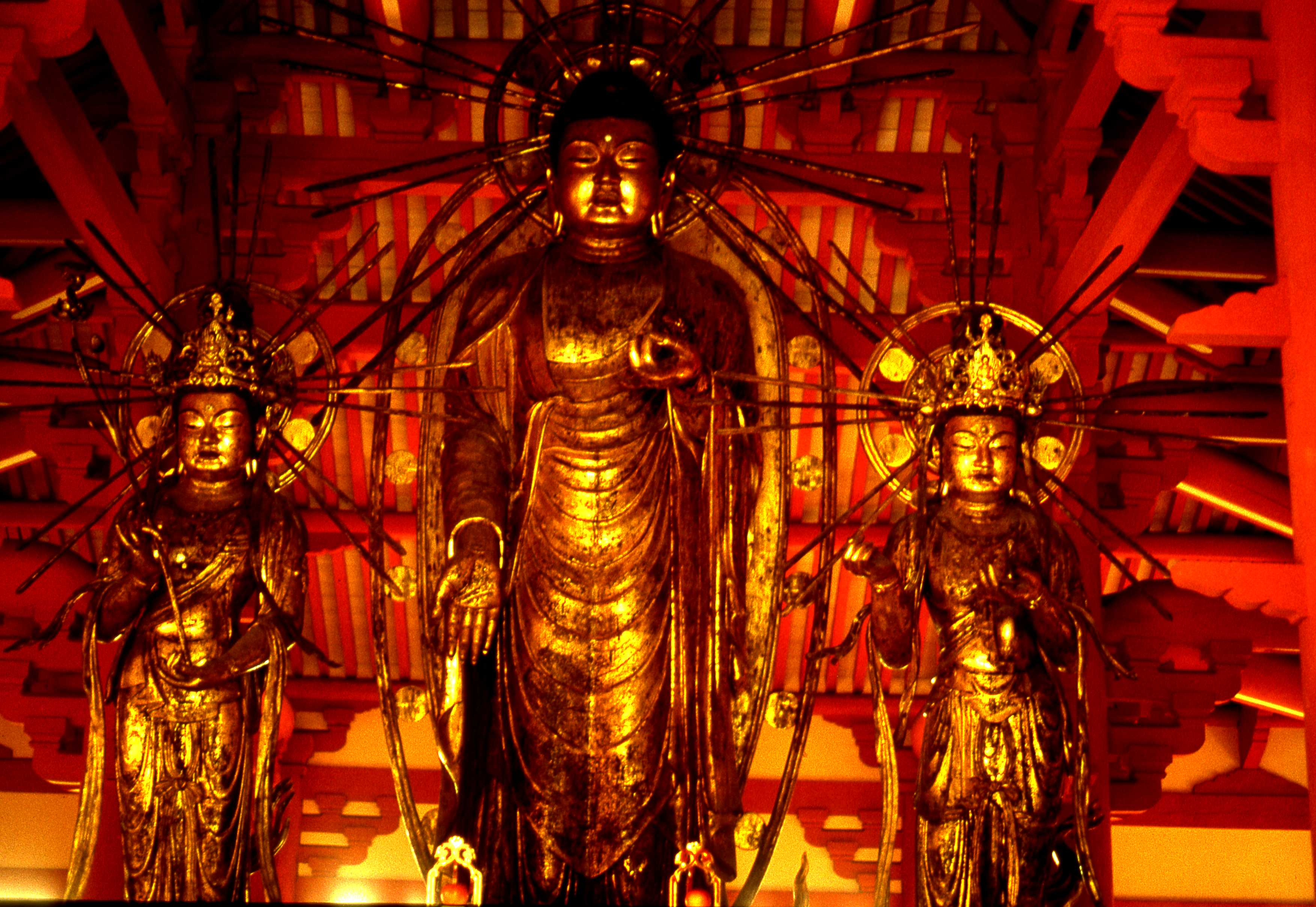
阿弥陀三尊像

国宝。浄土堂中央の須弥壇に安置される。仏師快慶の代表作。巨大な三尊像で、阿弥陀如来は像高5m30cm（須弥壇を含めると7m50cm）、両脇侍、右・観音菩薩と左・勢至菩薩の像高は各々3m70cmある。快慶は重源とは近い関係にあり、熱烈な阿弥陀仏信者だったことが知られている。快慶の作品には像高3尺（約1メートル）の阿弥陀像が多いが、本作は珍しい大作である。3体とも立像であり、各像の立つ蓮華座の下には雲が表されていて僅かに阿弥陀三尊が前に傾いていることから西方極楽浄土から飛雲に乗って来迎する情景を表現したものである。また中央の阿弥陀如来像の特徴として、人々に差し伸べられているのは右手、ほかの阿弥陀仏が左手なのとは逆の造りで、爪は長く伸びている。当時流行の宋風が顕著である。
浄土寺の阿弥陀三尊の脇侍は左右逆配置である、この配置は密教寺院に存在する形式で「阿唎多羅陀羅尼阿嚕力経」や「観自在最勝心明経第九品」などの「密教系経典には右観自在・左大勢至とす」云々の記述があり、それを取り入れたものか。
浄土堂は境内の西、すなわち極楽浄土の位置する側に建てられ、阿弥陀三尊は東向きに立つ。堂の背後の蔀戸（しとみど、建物の内側または外側へ跳ね上げる形式の戸）を開け放つと背後からの西光が入り、晴れた日の夕刻には堂内全体が朱赤に深く輝くように染まり、雲座の上に位置する三尊像が浮かびあがって来迎の風景を現す劇的な光の演出効果を備えている。その際、遠方の溜池群が西方の光を運び込む装置として機能することを、作者重源は巧みに計算していたようである。

### 安藤忠雄に影響
安藤忠雄による設計で1991年（平成3年）に竣工した兵庫県淡路市にある真言密教の寺院で真言宗御室派の別格本山である本福寺本堂の水御堂は、西から入る光が極楽浄土を現出させるこの浄土寺での重源の手法を踏襲したものである。

## 境内

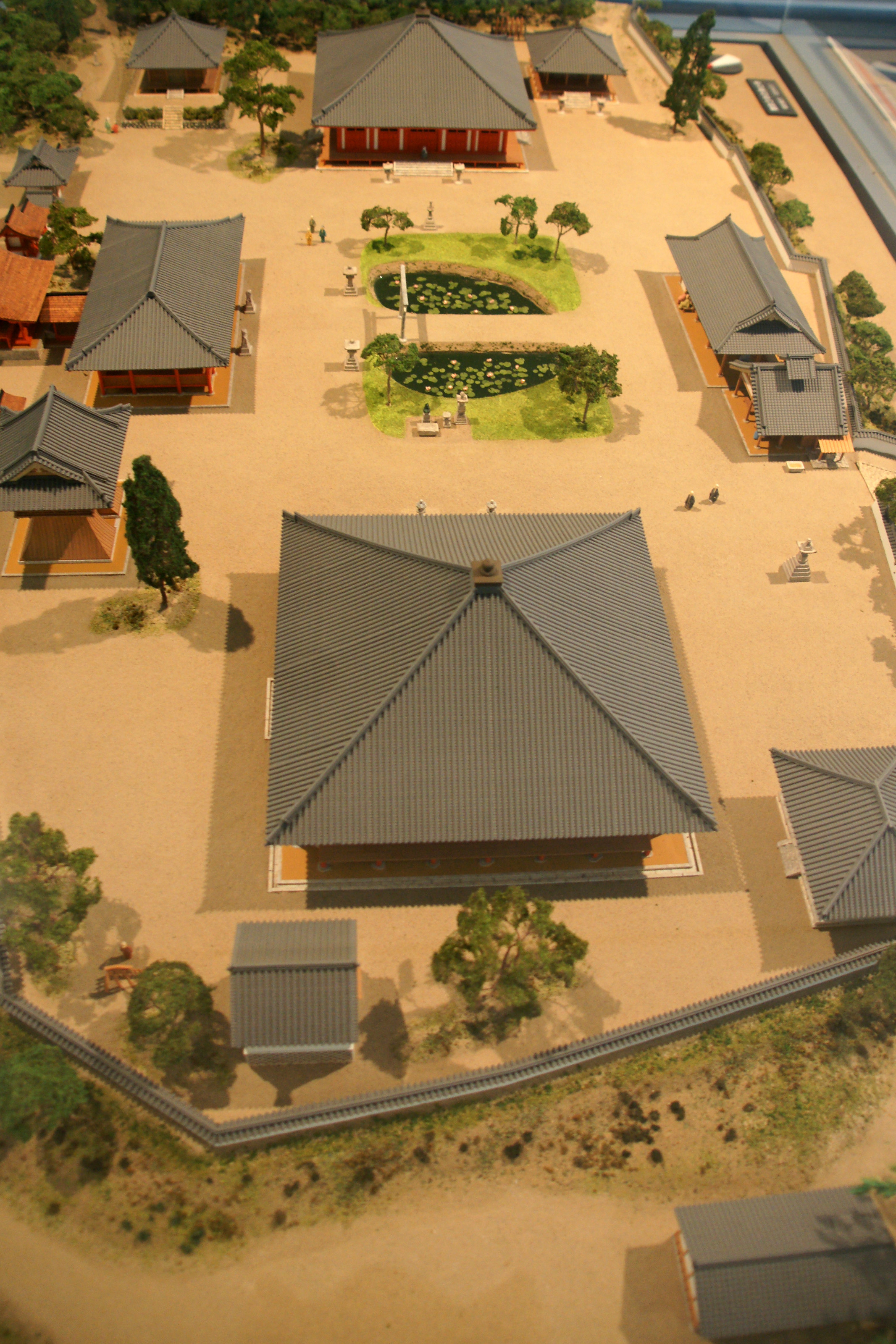
伽藍の模型（小野市立好古館）。手前が本堂、奥が浄土堂

塔頭 歓喜院
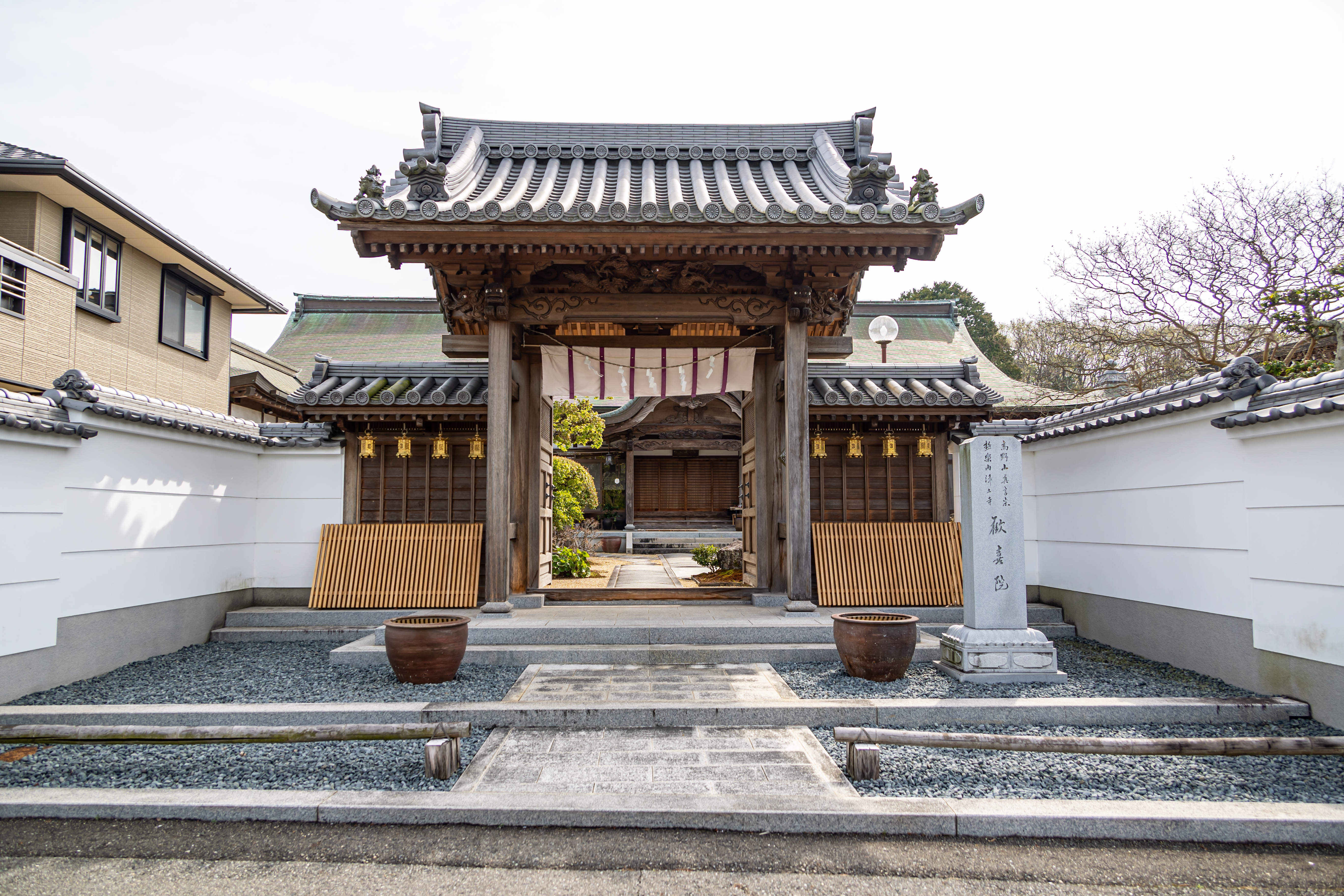
山門
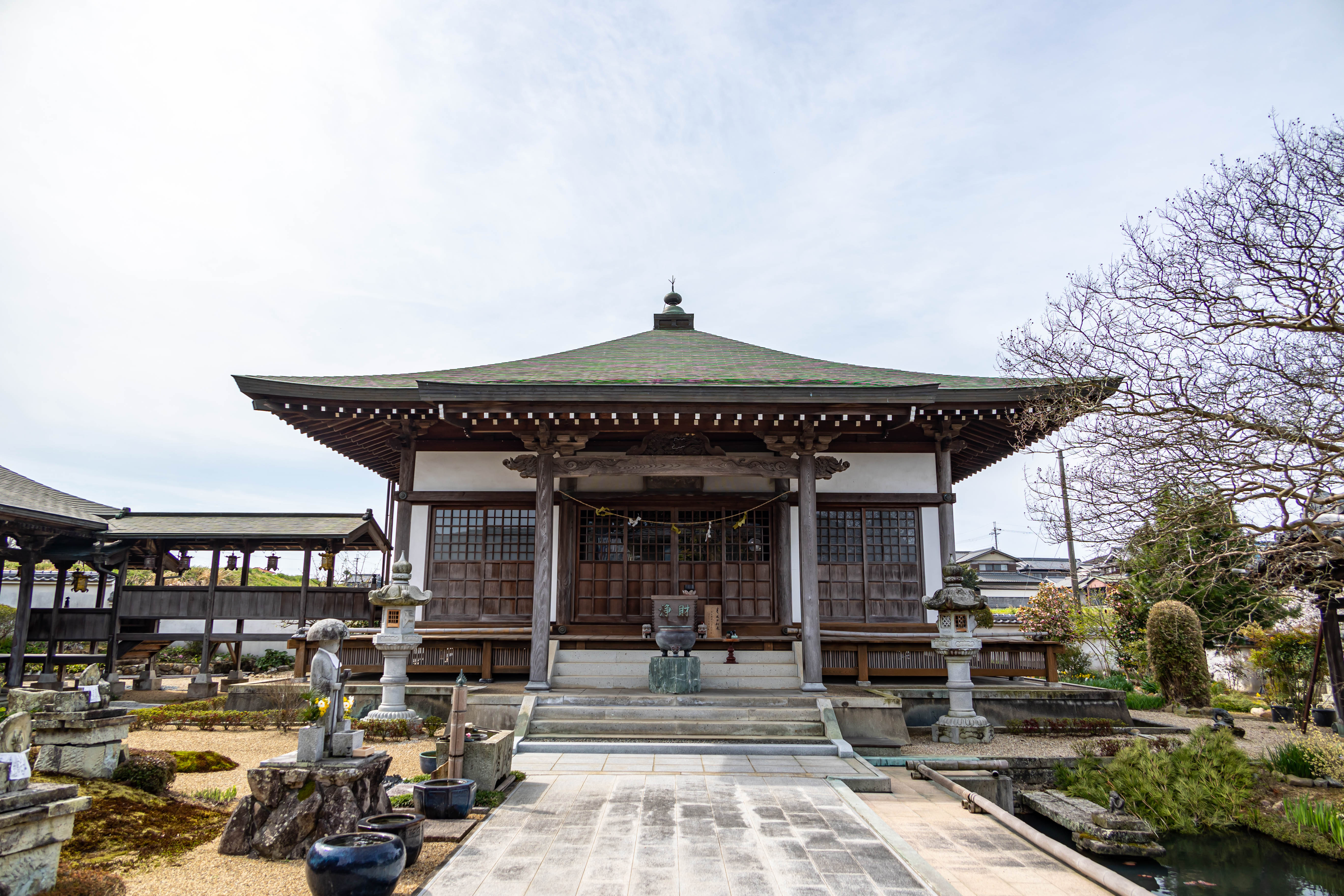
本堂
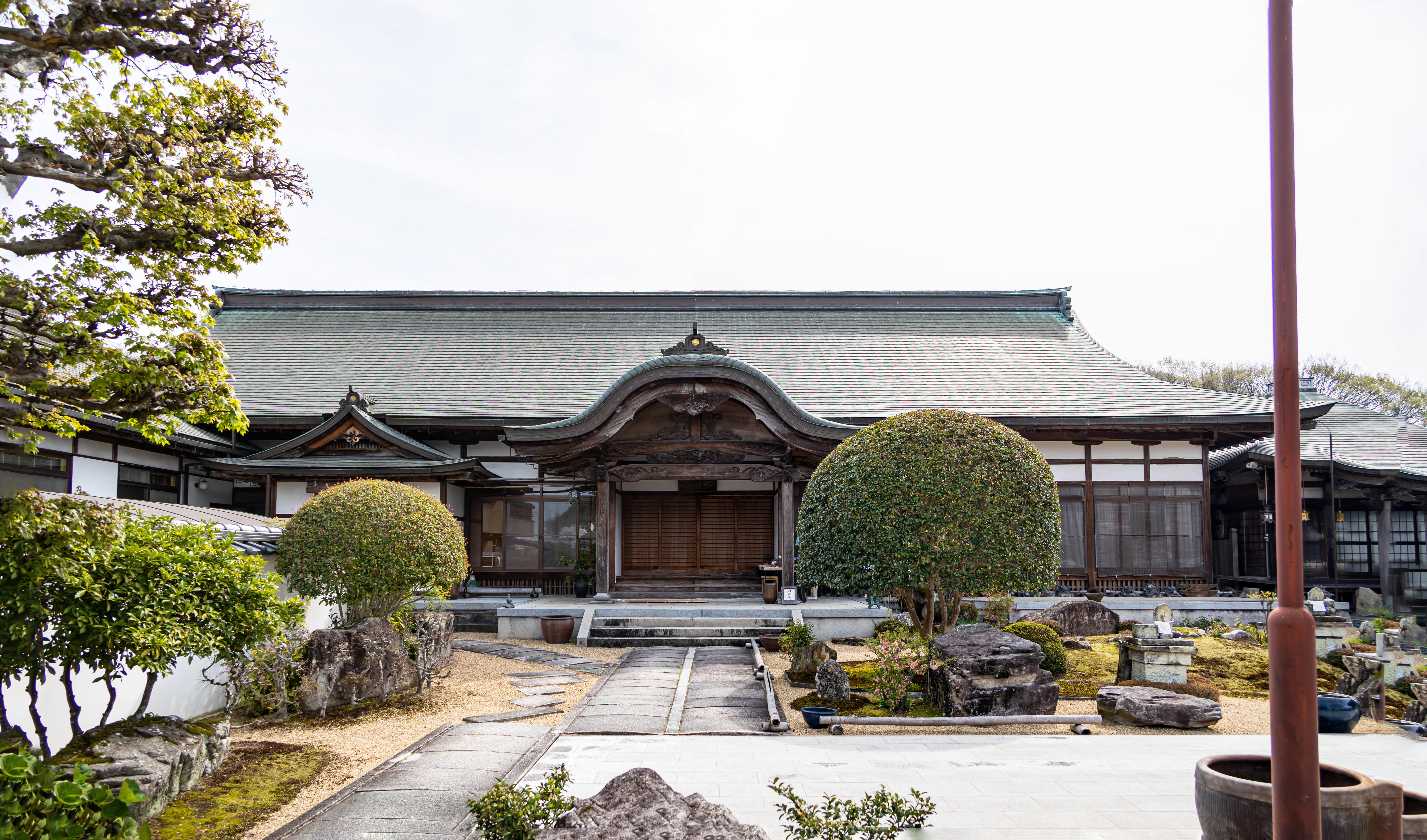
本坊

- 薬師堂（重要文化財） - 浄土寺の本堂である。もとは建久8年（1197年）創建で、浄土堂と同じ大仏様であったとされる。現在のものは明応7年（1498年）に焼失後の永正14年（1517年）の再建。宝形造、本瓦葺。和様・唐様・大仏様の折衷形式で建てられている。
- 浄土堂（阿弥陀堂、国宝） - 建久8年（1197年）建立。解説は既出。
- 鎮守八幡神社 - 石柱の「郷社八幡神社」は陸軍大将本庄繁の筆。
  - 本殿（重要文化財） - 文暦2年（1235年）創建。室町時代中期の再建。
  - 拝殿（割拝殿、重要文化財） - 延応元年（1239年）創建。鎌倉時代後期の再建。
- 鐘楼堂（兵庫県指定有形文化財） - 創建不明。現在のものは寛永9年（1632年）に加東郡河合郷新部村粟津七右衛門により再建。入母屋造、本瓦葺。
- 不動堂
- 開山堂（兵庫県指定有形文化財） - 創建不明。現在のものは明応7年（1498年）に焼失後の永正17年（1520年）の再建。宝形造、本瓦葺。
- 経蔵
- 文殊堂
- 東山四国八十八箇所石仏群 - 江戸時代後期の文化・文政年間（1804年 - 1831年）頃のもの。
- あじさい園
- 宝持院 - 塔頭。
- 歓喜院 - 塔頭。本尊：大日如来。
- 伝観阿上人墓所（小野市指定有形文化財） - 石造五輪塔と石造六重塔からなっている。重源上人の弟子観阿の墓所だとされている。『浄土寺開祖伝』によれば浄土寺西北に墓地をつくり、九重塔と五輪塔を造立したと記されている。

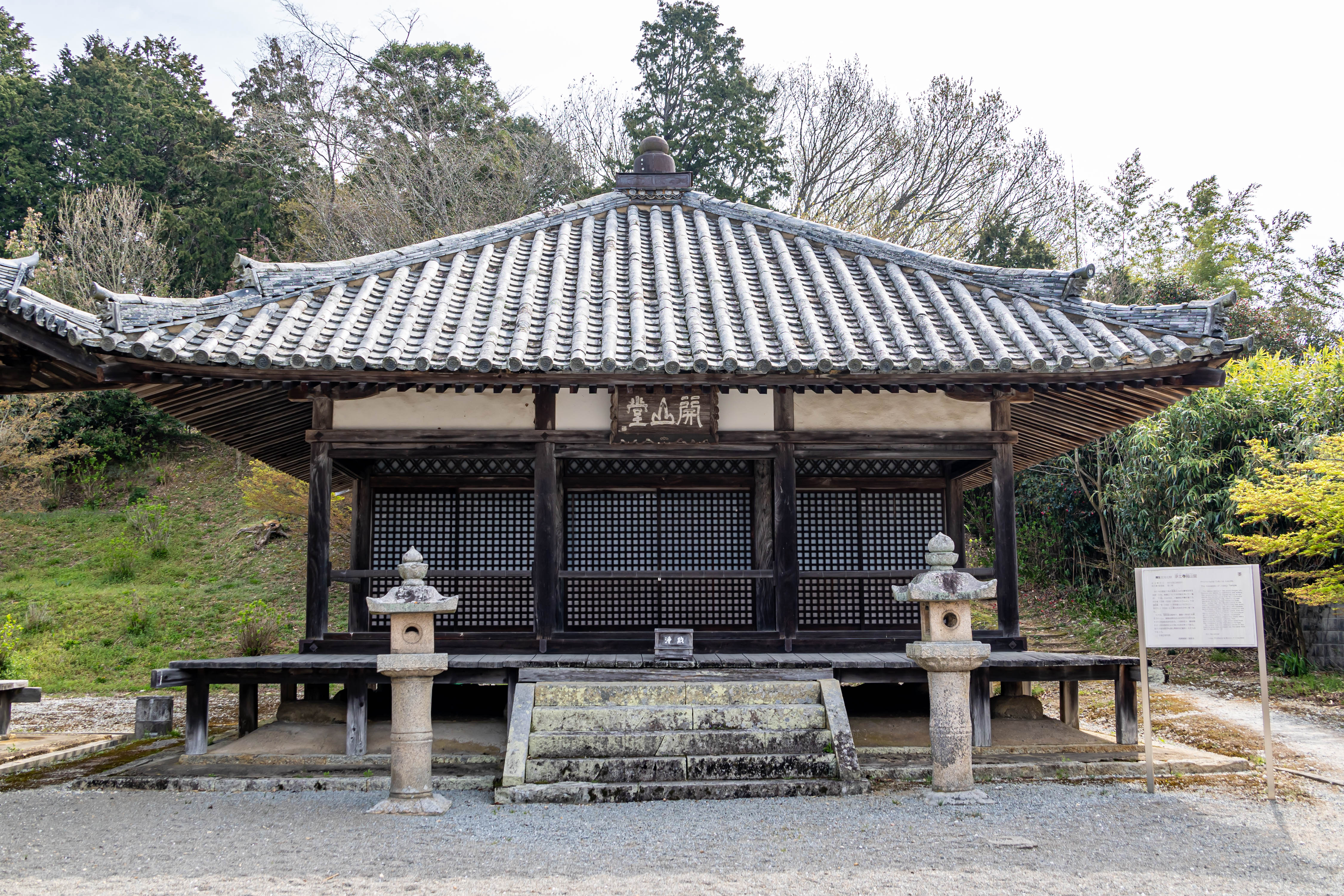
開山堂
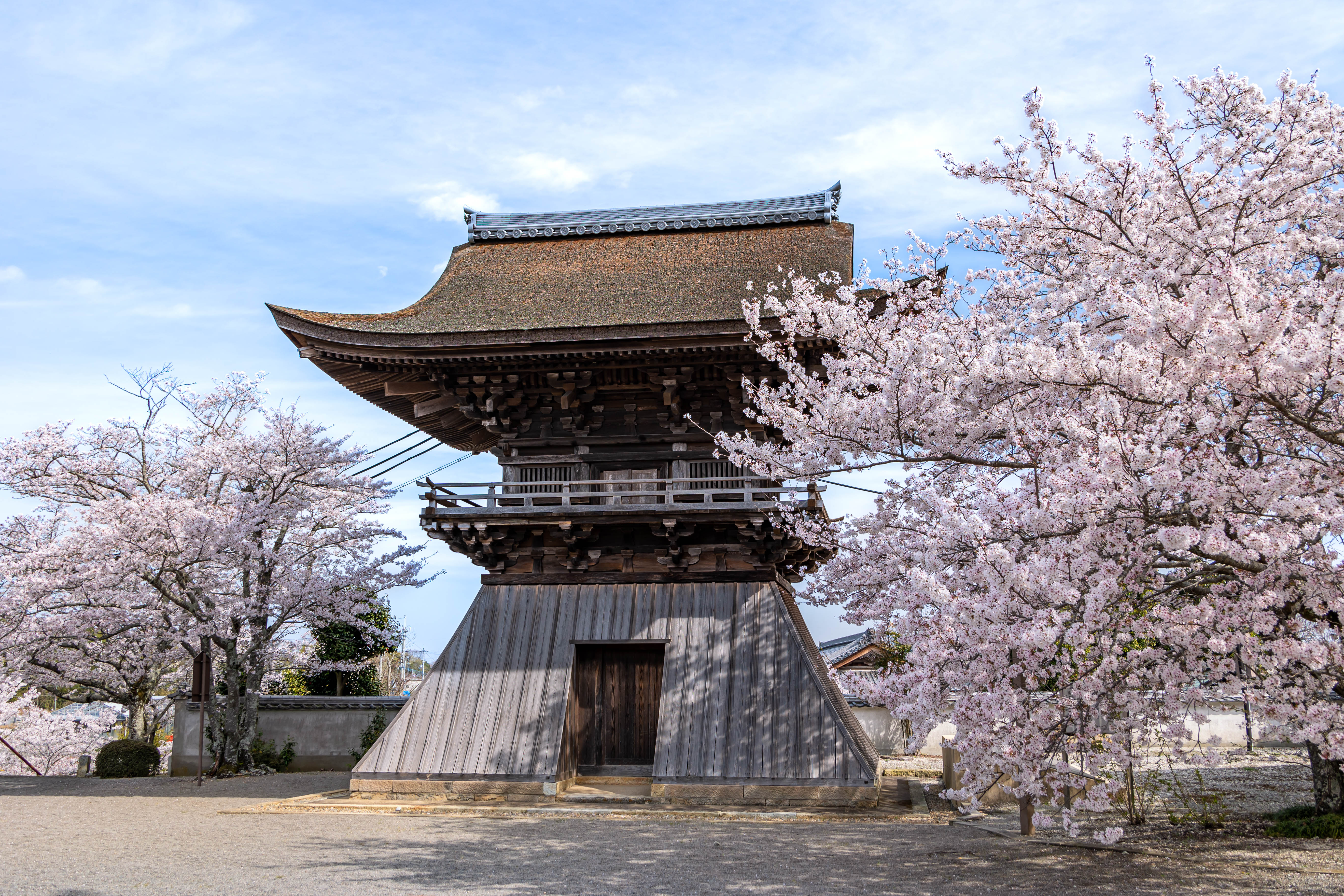
鐘楼堂
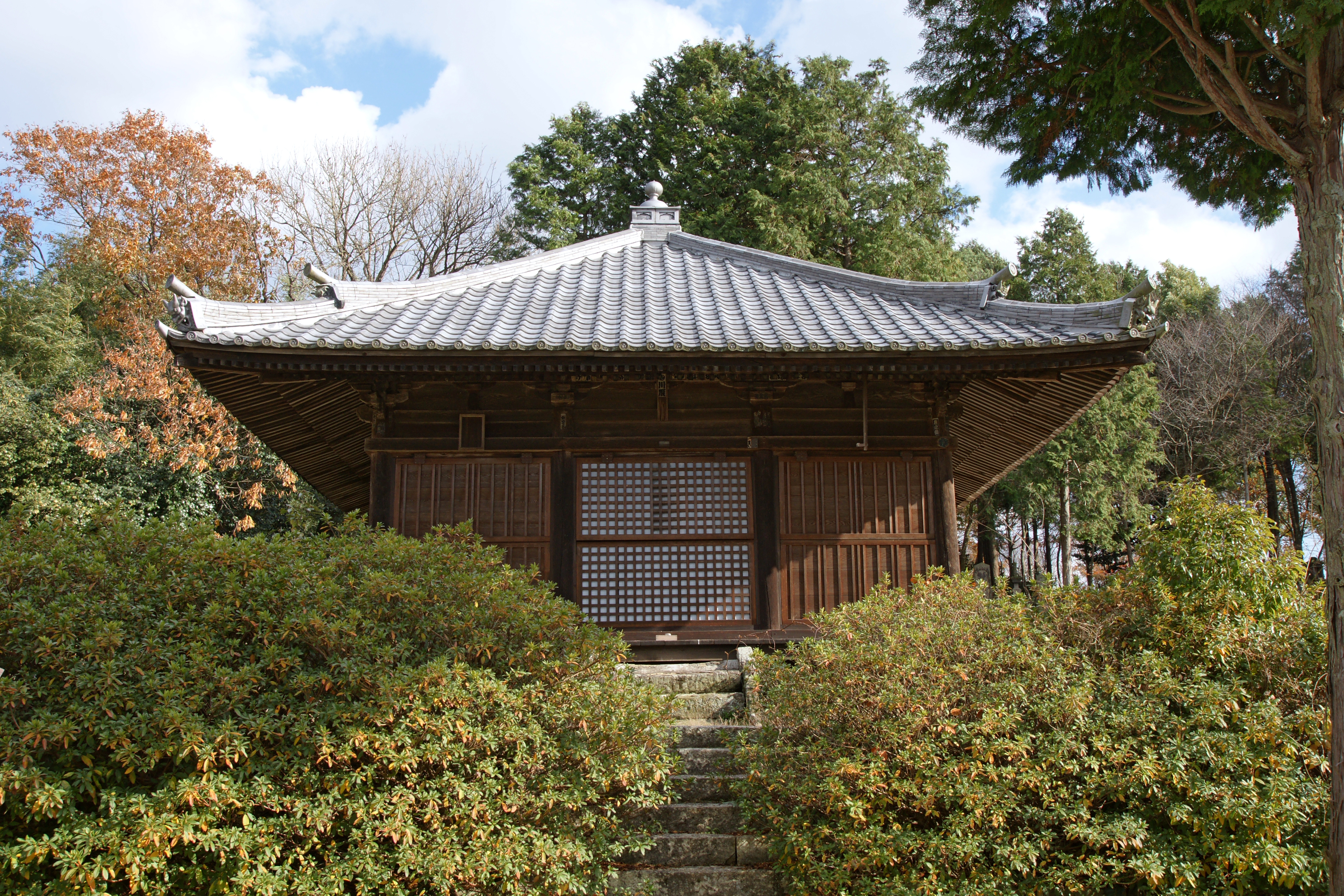
不動堂
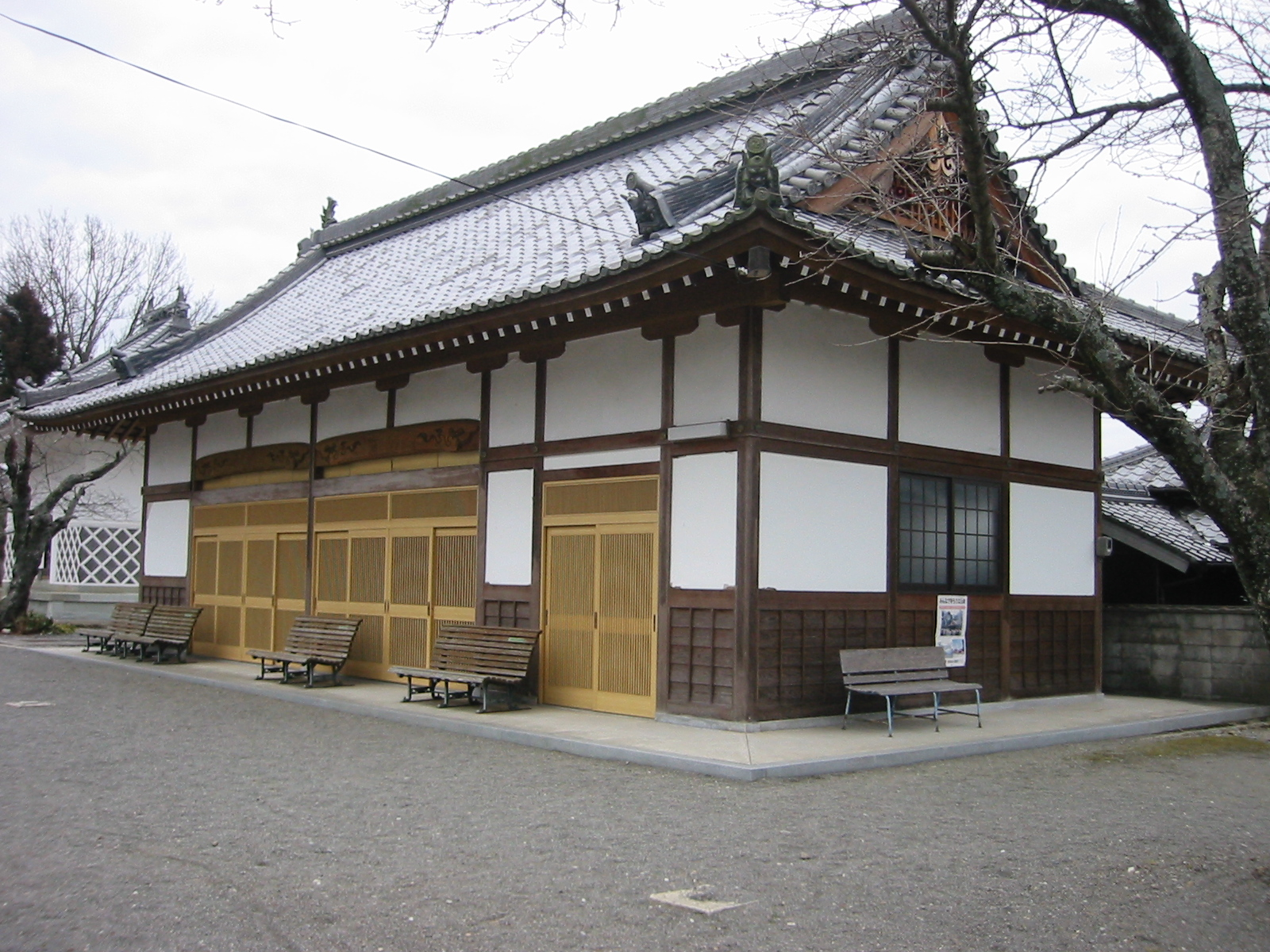
文殊堂
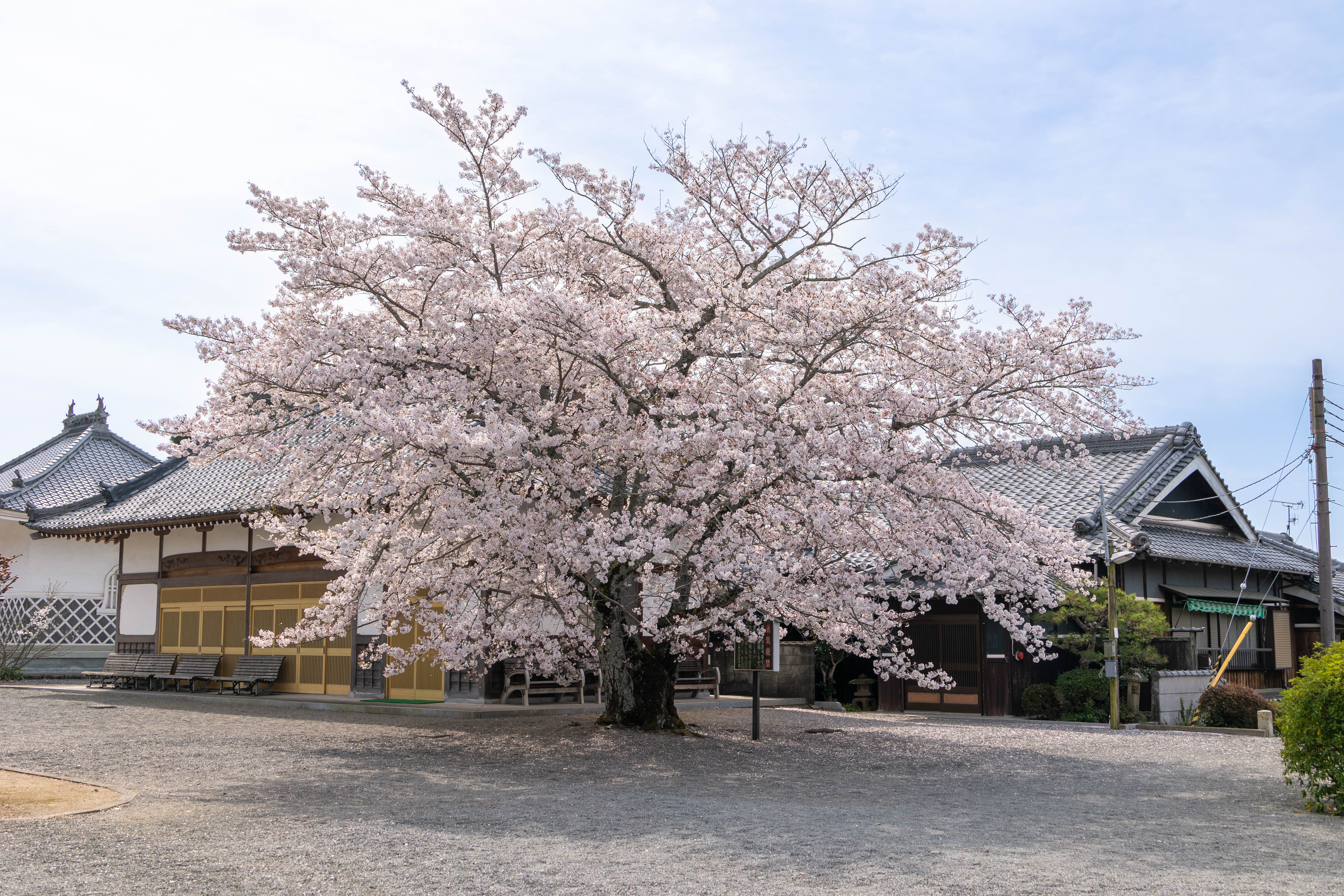
文殊堂前の桜
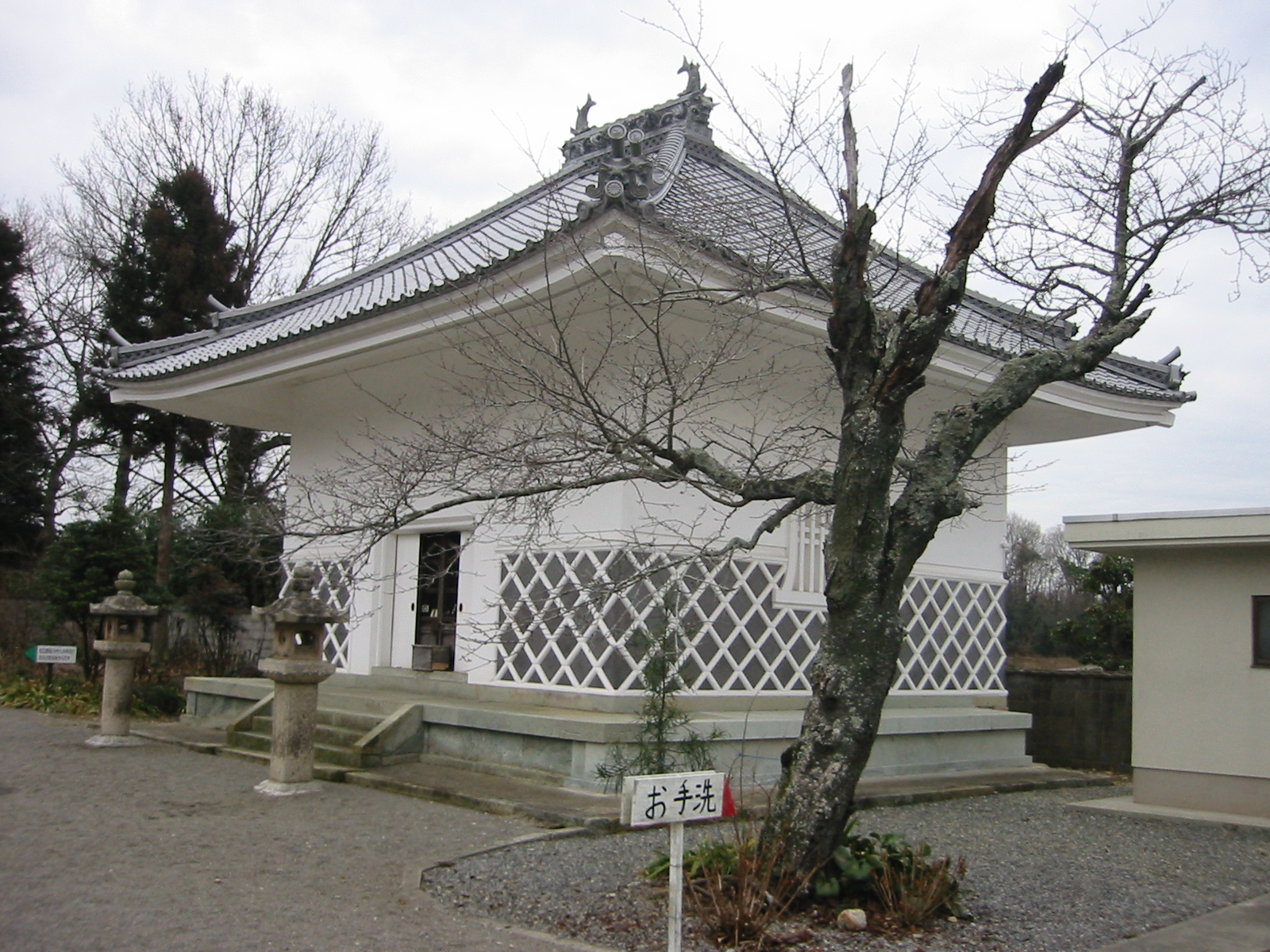
経蔵
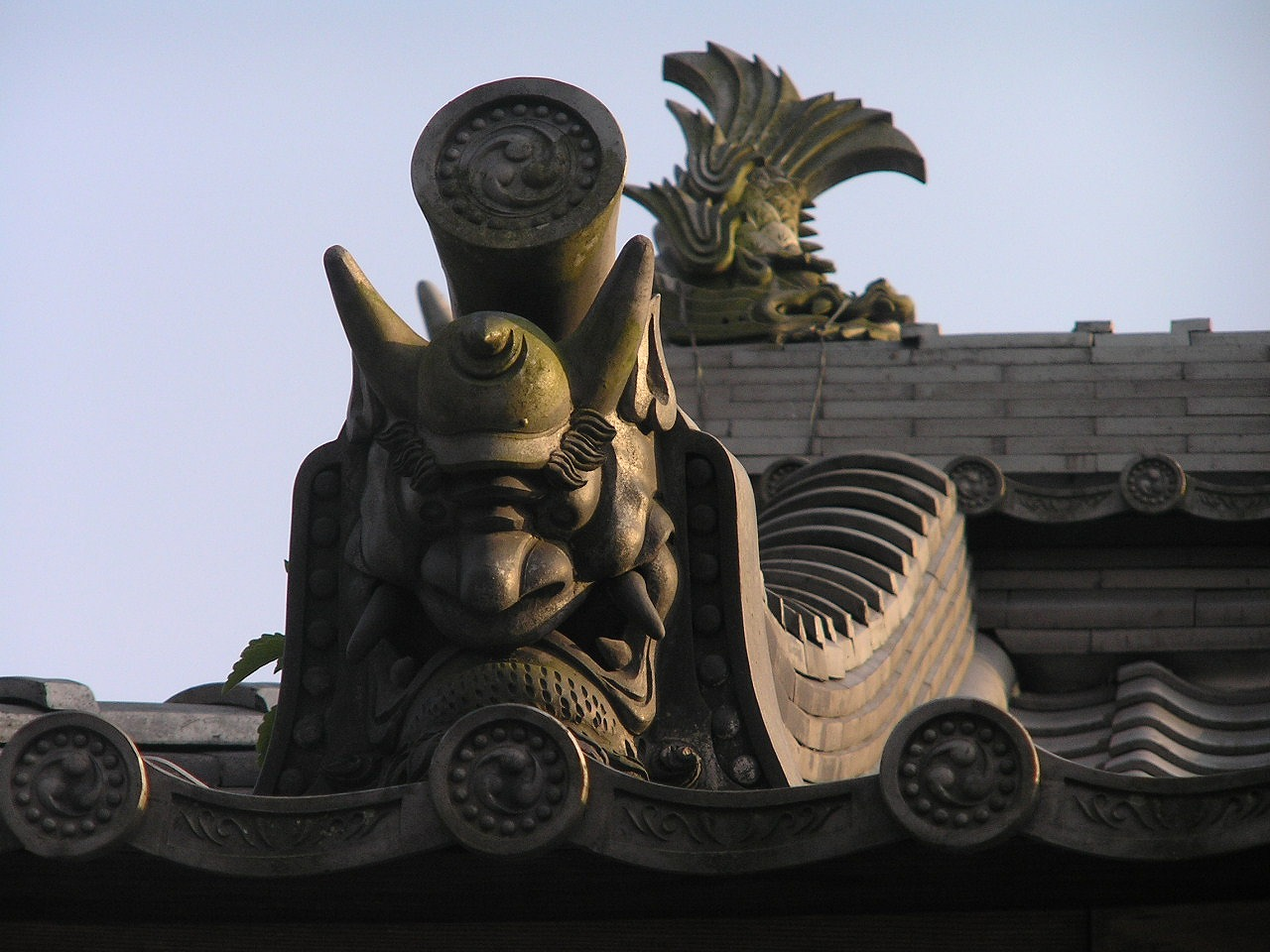
文殊堂の鬼瓦

- 塔頭 歓喜院
- 山門
- 本堂
- 本坊

## 文化財

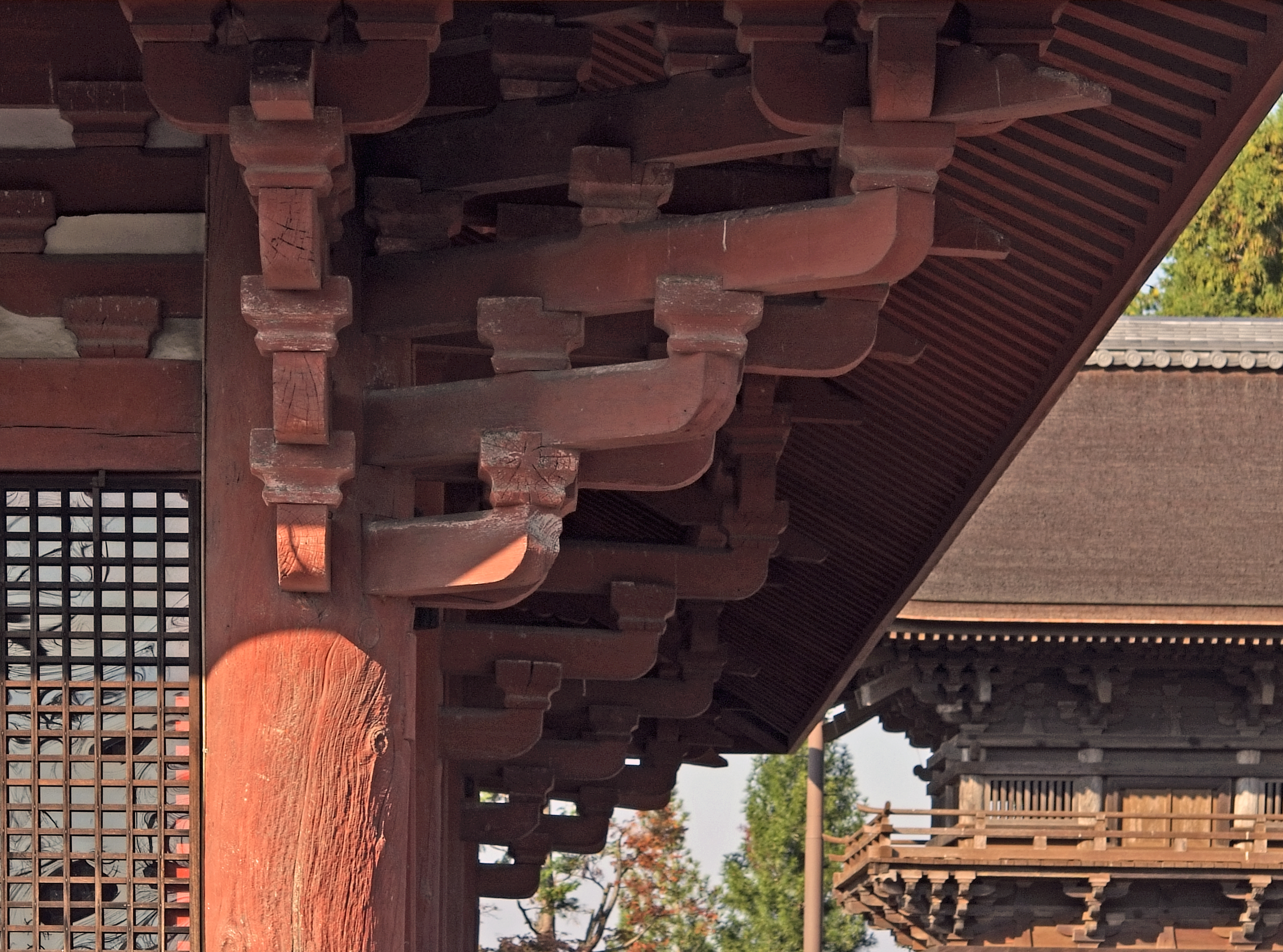
浄土堂細部（隅部の挿肘木を用いた三手先の組物）

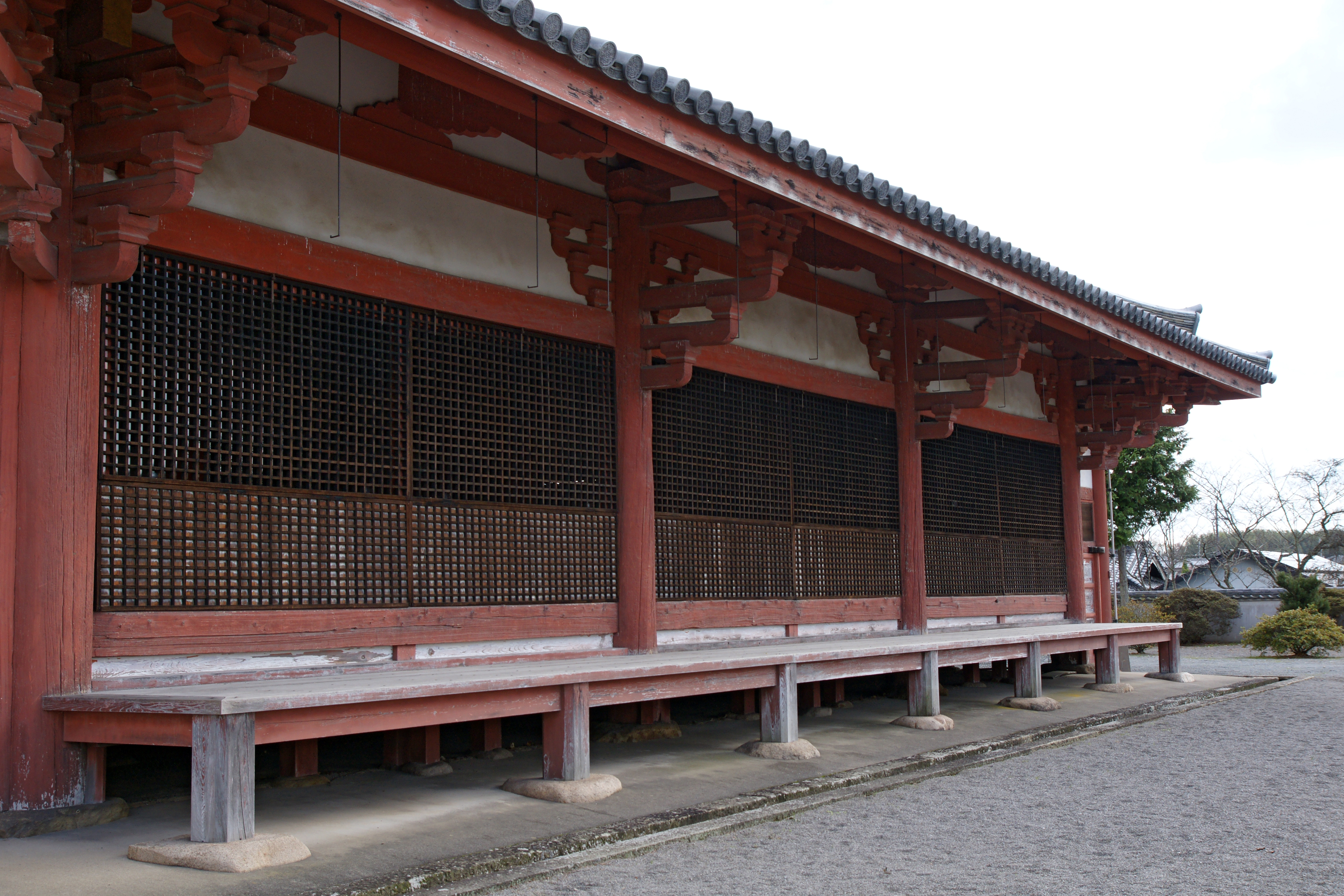
浄土堂細部（背面の蔀戸）

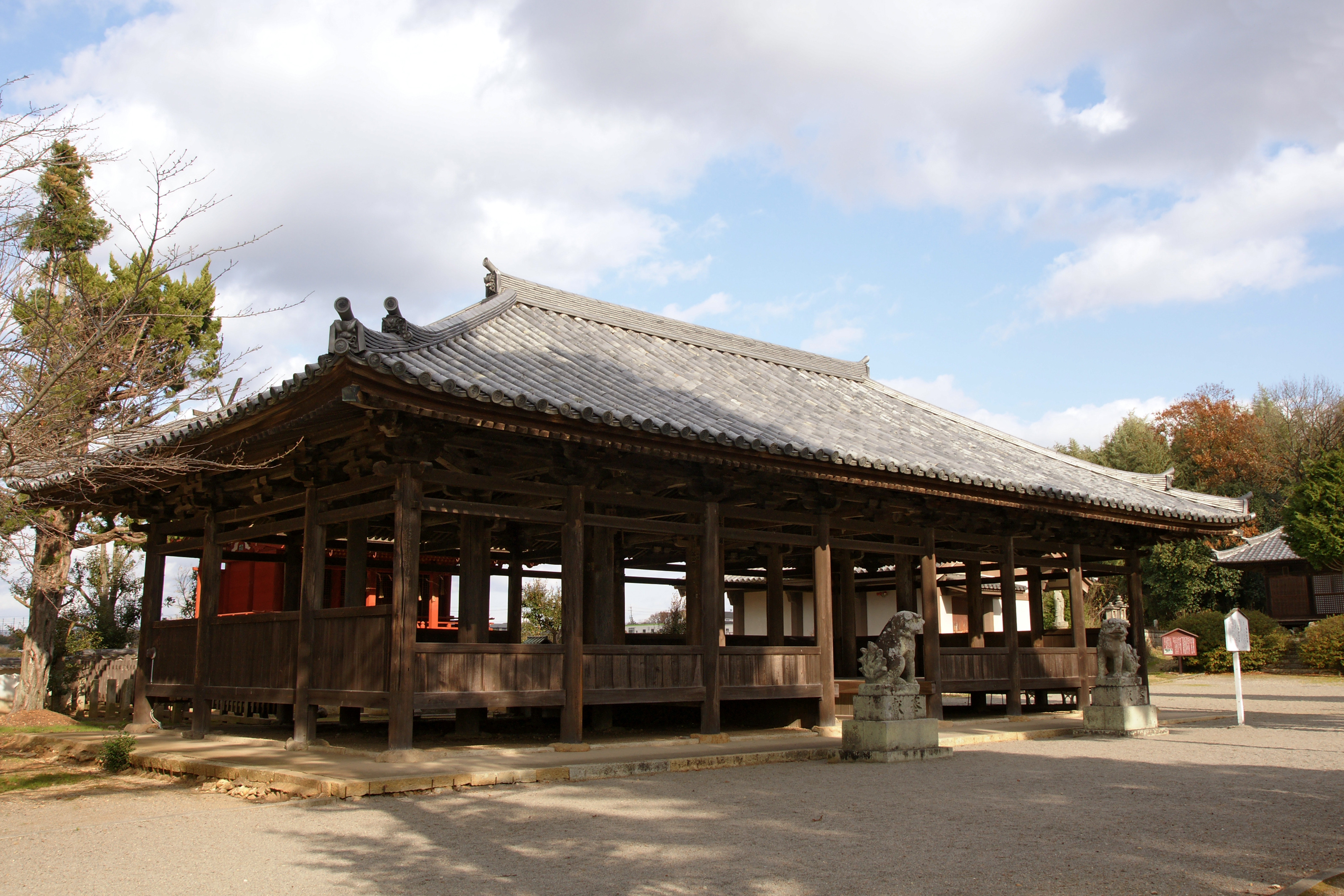
八幡神社拝殿

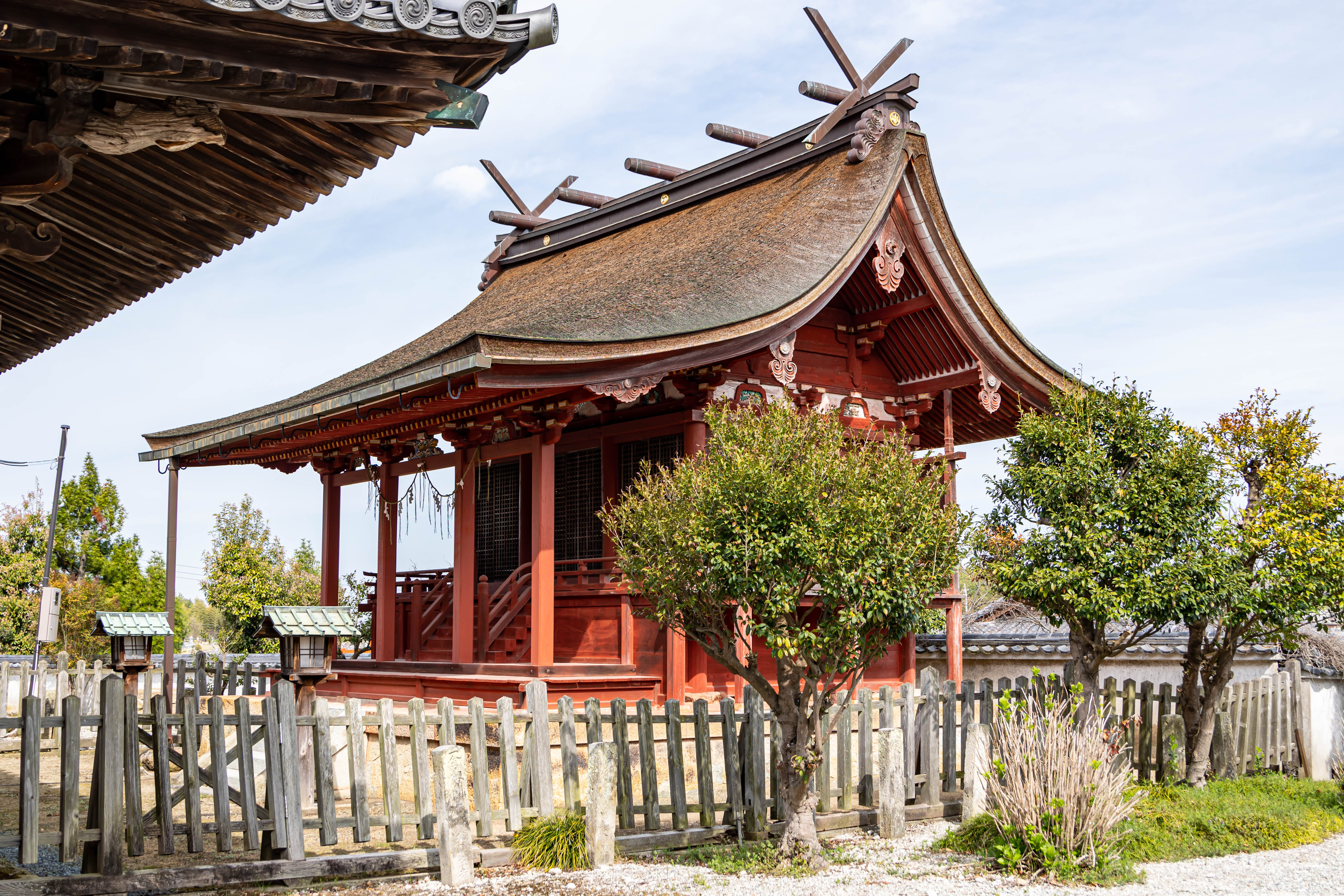
八幡神社本殿

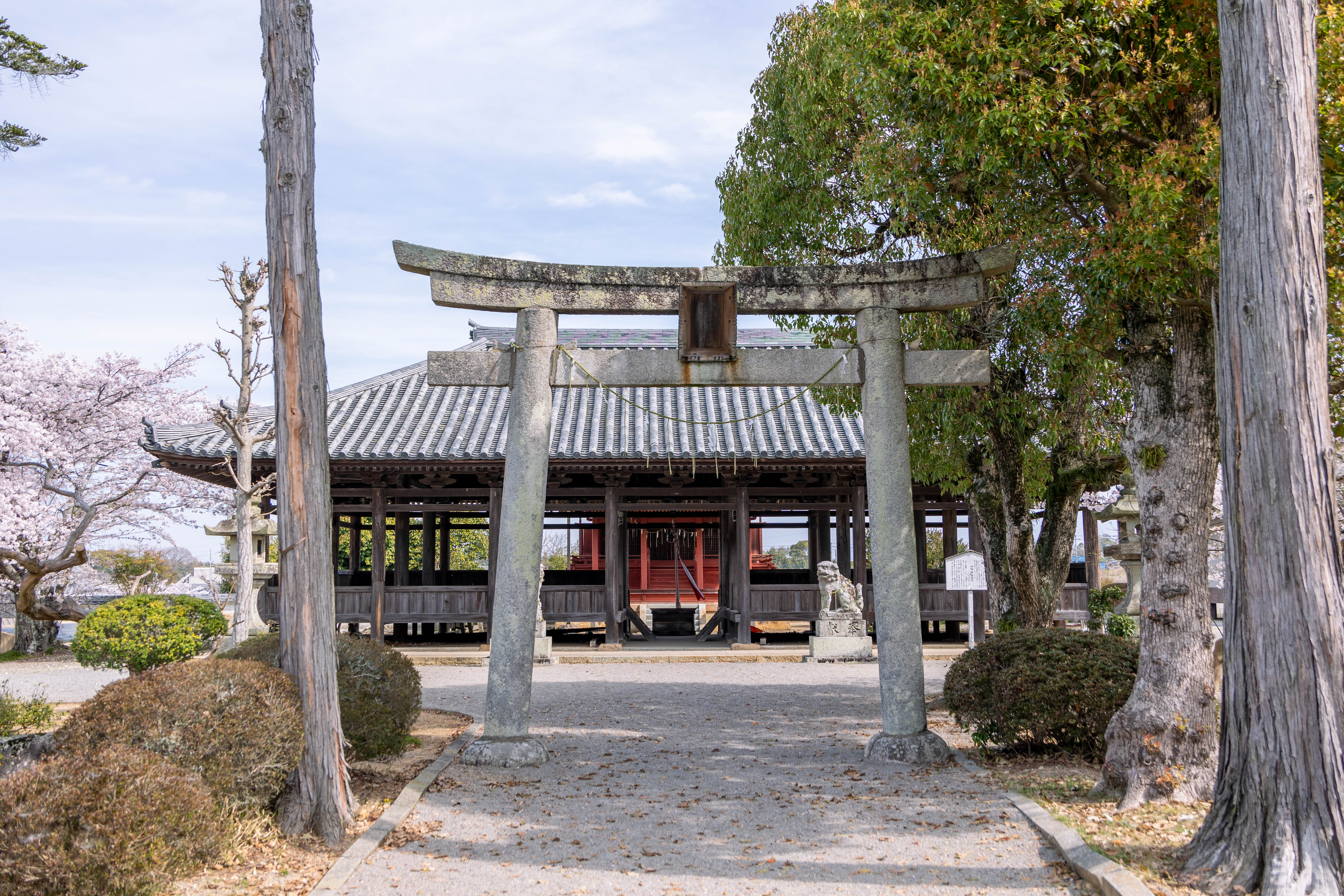
鳥居と拝殿

### 国宝
- 浄土堂
- 木造阿弥陀如来及び両脇侍立像 - 建久6年（1195年）、快慶作、阿弥陀如来像高：530cm　両脇侍像高：370cm。

### 重要文化財
- 薬師堂
- 八幡神社本殿
- 八幡神社拝殿
- 木造阿弥陀如来立像 - 建仁元年（1201年）、快慶作、像高：266.5cm 来迎会（練り供養）用の仏像で、上半身裸形に作り、行事の際は実物の衣を着せた。裸阿弥陀と呼ばれる。奈良国立博物館寄託。
- 木造重源坐像 - 天福2年（1234年）以前、像高：81.2cm。奈良で東大寺のものを模刻して作成されたもの。
- 木造菩薩面 25面、鎌倉時代、快慶工房作。来迎会用の仮面。
- 銅製鉦鼓 - 「東大寺末寺播磨浄土堂、建久五年（1194年）十月十二日」の刻銘。まったく同形のものが東大寺にも現存している。
- 銅製五輪塔 - 建久5年（1194年）作。
- 黒漆蝶形三足卓 2基 - 鎌倉時代初頭。
- 絹本著色仏涅槃図 - 鎌倉時代。
- 絹本著色真言八祖像

### 兵庫県指定有形文化財
- 開山堂
- 鐘楼堂
- 木造菩薩面 2面
- 木造行道面 2面
- 木造鬼面 2面 - 鎌倉時代。

### 小野市指定有形文化財
- 伝観阿上人墓所 - 石造五輪塔と石造六重塔からなる。
- 木造阿弥陀如来立像 - 鎌倉時代初期の快慶工房の作と考えられる。
- 「淨土堂」扁額 - 小野道風の筆だとされる。
- 浄土堂旧板壁 - 墨書による多数の落書がされている。
- 大般若経（黄檗版） - 寛政8年（1796年）に小野藩主一柳末英により寄進されたもの。
- 大般若経（中野氏版）

## 前後の札所
新西国三十三箇所
28 光明寺 - 客番 浄土寺 - 29 酒見寺

## 所在地
- 〒675-1317 兵庫県小野市浄谷町2094

## 交通アクセス
電鉄小野駅よりらんらんバス　北回り循環ルート小野市役所行き・中谷ルートうぐいす台行き　に乗車し、浄土寺下車すぐ